# Maryna Viazovska
Maryna Serhiïvna Viazovska (en ukrainien : Марина Сергіївна В'язовська,), née le 2 décembre 1984 à Kiev, est une mathématicienne ukrainienne. Connue pour avoir résolu en 2016 le problème d'empilement compact en dimension 8 puis 24, elle est notamment lauréate de la médaille Fields, qui lui est décernée en 2022.
Depuis 2018, elle est professeure à l'École polytechnique fédérale de Lausanne.

## Biographie
Maryna Viazovska naît le 2 décembre 1984 à Kiev. Son père est ingénieur dans l'aéronautique, sa mère spécialiste d'optique. Elle a deux sœurs cadettes.
Alors étudiante à l'université nationale Taras-Chevtchenko de Kiev, Viazovska participe à l'International Mathematics Competition for University Students (en) en 2002, 2003, 2004 et 2005 ; elle en est lauréate en 2002 et 2005.
Viazovska obtient le titre de candidate ès sciences à l'Institut de mathématiques de l'Académie nationale des sciences d'Ukraine (en) en 2010, et un doctorat à l'université de Bonn en 2013. Sa thèse, Modular Functions and Special Cycles, sous la direction de Don Zagier, concerne la théorie analytique des nombres. Elle effectue ses recherches postdoctorales à la Berlin Mathematical School (en) et à l'université Humboldt de Berlin. En janvier 2018, elle est promue professeure ordinaire de la chaire de Théorie des nombres de la faculté de mathématiques de l'École polytechnique fédérale de Lausanne (EPFL), peu après son recrutement comme professeure assistante.
Elle est mariée à un physicien et mère de deux enfants.

## Travaux
Maryna Viazovska est connue pour avoir résolu en 2016 le problème d'empilement compact en dimension 8, — le problème en dimension 3 n'avait été résolu que dans les années 1990 —, puis résolu en collaboration avec d'autres mathématiciens le problème en dimension 24,.

## Prix et distinctions
Outre ses travaux sur les empilements de sphères, Viazovska est connue pour ses recherches sur le spherical design (en) avec Andrij Bondarenko et Danylo Radchenko. Ensemble, ils ont prouvé une conjecture de Jacob Korevaar et Meyers sur l'existence de petits designs en dimensions arbitraires. Ce résultat est l'une des contributions pour lesquelles son co-auteur Andriy Bondarenko a remporté le prix Vasil A. Popov en théorie de l'approximation en 2013. En 2016, elle reçoit le prix Salem pour ses travaux sur l'empilement de sphères et sur les formes modulaires. En 2017, elle reçoit le Clay Research Award, le prix SASTRA Ramanujan, et le Prix européen de combinatoire. En 2018, elle est lauréate du New Horizons in Mathematics Prize. En 2019, elle reçoit le prix Ruth-Lyttle-Satter. En 2020, elle est lauréate du prix de la Société mathématique européenne. En 2021, elle est invitée à donner la Conférence Gauss.
En 2022, elle est la deuxième femme à recevoir la médaille Fields,.

## Sélection de publications
- (en) Andriy Bondarenko, Danylo Radchenko et Maryna Viazovska, « Optimal asymptotic bounds for spherical designs », Annals of Mathematics, vol. 178, no 2,‎ 2013, p. 443–452 (DOI 10.4007/annals.2013.178.2.2, arXiv 1009.4407).
- (en) Maryna Viazovska, « The sphere packing problem in dimension 8 », Annals of Mathematics,‎ 2017 (arXiv 1603.04246).
- (en) Henry Cohn, Abhinav Kumar, Stephen D. Miller, Danylo Radchenko et Maryna Viazovska, « The sphere packing problem in dimension 24 », Annals of Mathematics,‎ 2017 (arXiv 1603.06518).